# Richia madida
Richia madida là một loài bướm đêm trong họ Noctuidae.